# 纳迪姆·拉扎
纳迪姆·拉扎（1965年6月23日—）是巴基斯坦陆军的一名高級軍官，四星上將軍銜，1985年9月開始在信德省第10軍团服役。他目前担任自2019年11月以来的第17任参谋长联席会议主席。纳迪姆·拉扎以前是巴基斯坦陸軍第10軍團的司令和目前巴基斯坦軍隊的總參謀長，并指挥第9步兵師和巴基斯坦军事学院。其曾被授予土耳其功勋军团奖章 和约旦國王颁发的一等军事功勋勋章。